# Urbain Somé
Urbain Somé (* 20. Februar 1979 in Obervolta) ist ein ehemaliger burkinischer Fußballspieler auf der Position eines Mittelfeldspielers, der heute vor allem als Fußballtrainer im Nachwuchsbereich in Erscheinung tritt.

## Vereinskarriere

### Burkinischer Meister und Champions-League-Teilnehmer
Urbain Somé wurde am 20. Februar 1979 in der Republik Obervolta geboren. Ab zumindest 1997 gehörte er der Herrenmannschaft der USFA Ouagadougou an und nahm mit dieser am CAF Cup 1997 teil, als er es mit der Mannschaft bis in die zweite Runde brachte und dort gegen Espérance Tunis aus Tunesien unterlag. In der darauffolgenden Spielzeit 1998 belegte der Mittelfeldakteur mit der USFA im Grunddurchgang den zweiten Tabellenplatz in der Gruppe A und qualifizierte sich mit dem Team dadurch für die saisonabschließende Finalrunde. In dieser setzte sich die USFA ebenfalls gegen die Konkurrenz durch und belegte am Ende der Finalrunde mit einem Punkt Vorsprung auf Étoile Filante Ouagadougou den ersten Platz. Im Finale konnte sich Somé schließlich mit seiner Mannschaft gegen den Stadtrivalen Étoile Filante durchsetzen und holte für den Klub den sechsten Meistertitel in der Vereinsgeschichte. In der gleichen Saison zog die USFA Ouagadougou auch in das Finale der Coupe du Faso ein, unterlag in diesem jedoch der ASF Bobo-Dioulasso knapp mit 1:2. Darüber hinaus setzte sich die USFA Mitte Dezember 1998 in der Coupe de l’AJSB, dem burkinischen Super Cup, gegen Étoile Filante durch. Aufgrund des Meistertitels trat Somé im darauffolgenden Jahr mit seinem Verein an der CAF Champions League 1999 teil. Hierbei gewann die USFA mit dem damals 20-Jährigen mit einem knappen Gesamtscore von 2:1 über die AS Dragons FC de l’Ouémé aus Benin in der Vorrunde und stieg mit der USFA in die nachfolgende erste Runde des Turniers auf. Nach einem 2:0-Erfolg im Hinspiel gegen die USM El Harrach aus Algerien unterlag der Klub jedoch im Rückspiel klar mit 0:6 und schied mit einem Gesamtergebnis von 2:6 aus dem Turnier aus.
In der umstrukturierten Fußballmeisterschaft erreichte die USFA am Saisonende 1998/99 mit zehn Punkten Rückstand auf den Meister ASFA-Yennenga Ouagadougou den dritten Platz. Nachdem die Mannschaft in dieser Saison ein Spiel gegen den am hinteren Tabellenende vertretenen Jeunesse Club Bobo-Dioulasso mit 0:1 verloren hatte, wurde elf Spieler des Vereins auf Befehl des Klubpräsidenten und Armeekommandeurs Zoumana Traore der Kopf rasiert und die Spieler für eine Nacht in Militärhaft genommen. Abermals zog die USFA in diesem Jahr in das Pokalfinale ein, konnte jedoch auch hierbei keinen Titelgewinn feiern. Mit 2:3 unterlag das Team rund um Urbain Somé in der Verlängerung dem Klub Étoile Filante Ouagadougou, der in dieser Saison nicht nur Pokalsieger und Vizemeister wurde, sondern auch noch den burkinischen Super Cup und zwei weitere burkinische Pokalwettbewerbe gewann. Im nachfolgenden Jahr durfte die USFA aufgrund ihrer Finalteilnahme am burkinischen Cup am CAF Cup 2000 teilnehmen, verlor allerdings noch in der ersten Runde mit einem Gesamtergebnis von 2:3 gegen den Club Athlétique Bizertin aus Tunesien.
Im Spieljahr 2000 war ein Großteil der Ouagadougouer Klubs bis zuletzt am Titelrennen beteiligt; zusammen mit Étoile Filante und ASFA-Yennenga hatte die USFA im Endklassement 46 Punkte erreicht. Aufgrund einer um zwei Tore besseren Tordifferenz als Étoile Filante und einer um drei Tore besseren als ASFA-Yennenga konnte sich Urbain Somé schlussendlich mit seiner Mannschaft den abermaligen Meistertitel in der höchsten burkinischen Fußballliga sichern. Im burkinischen Fußballpokal dieses Jahres kam er mit seinem Verein nicht über das Viertelfinale hinaus, konnte sich jedoch im Super Cup gegen den Pokalsieger Étoile Filante mit 3:1 durchsetzen. Des Weiteren gewann der 1,78 m große Mittelfeldspieler in diesem Jahr mit seinem Team die Coupe des Leaders, einen weiteren burkinischen Pokalwettbewerb. Die CAF Champions League 2001, für die sich Somé mit seinem Klub aufgrund des Meistertitels qualifiziert hatte, lief für die USFA ähnlich wie die zwei Jahre zuvor. Nach dem Weiterkommen in der Vorrunde gegen die AS Mangasport aus Gabun unterlag der Armeesportverein in der nachfolgenden ersten Runde dem international erfolgreichen marokkanischen Klub Raja Casablanca bei einem 3:3-Gesamtscore nur aufgrund der Auswärtstorregel.
Das Spieljahr 2001 beendete der mittlerweile 22-jährige Somé mit der Union Sportive des Forces Armées auf dem dritten Tabellenplatz. Auch in der Coupe des Leaders, deren Spielbetrieb ein Jahr später eingestellt werden sollte, reichte es für den Klub nur für einen dritten Platz. Nachdem Somé auch im burkinischen Fußballpokal 2001 nur den dritten Platz belegte, tat sich für den Mittelfeldakteur ein Wechsel ins Ausland auf.

### Wechsel nach Kanada
Unter dem 1971 nach Kanada ausgewanderten Deutschen Klaus Linnenbrügger, der selbst gerade erst das Traineramt übernommen hatte, kam Somé zu einem Wechsel zu den Ottawa Wizards mit Spielbetrieb in der Canadian Professional Soccer League (CPSL). Hier war er einer von mehreren afrikanischen Spielern, zu denen unter anderem auch sein Landsmann Sa Brahima Traore oder Peter Mponda aus Malawi gehörten. Beim erst ein Jahr zuvor gegründeten Fußball-Franchise, das im Spieljahr 2001 die reguläre Spielzeit auf dem ersten Tabellenplatz belegte und in den saisonabschließenden Play-offs im Semifinale unterlag, kam Somé ab dem Spieljahr 2002 zu regelmäßigen Einsätzen. In der mittlerweile auf zwei parallel laufende Conferences aufgeteilten Liga rangierte der Mittelfeldakteur mit seinem Team am Ende der regulären Saison überlegen auf dem ersten Platz der Eastern Conference und konnte in diesem Jahr, nach einem 1:0-Sieg über die Metro Lions im Play-off-Halbfinale, ins saisonabschließende Finalspiel einziehen. Beim 2:0-Sieg über die North York Astros wurde er von Linnenbrügger von Beginn an und über die volle Spieldauer im rechten Mittelfeld eingesetzt. Als amtierender Open-Canada-Cup-Sieger schafften die Ottawa Wizards auch 2002 den Einzug ins Finale und besiegten in diesem Toronto Croatia mit 2:0, womit Somé in diesem Spieljahr zum Double-Sieger wurde; zählt man den ersten Platz in der regulären Saison als eigenen Erfolg  gelang dem Burkiner sogar ein Triple.
In das Spieljahr 2003 startete Somé unter dem neuen Trainer Hubert Busby Jr., der Linnenbrügger als Trainer ersetzte. Auch unter dem neuen Coach strotzte das Team rund um den burkinischen Mittelfeldspieler von Dominanz und rangierte am Ende der regulären Spielzeit zum dritten Mal in Folge auf dem ersten Tabellenplatz. 13 Siege und fünf Unentschieden aus 18 Ligaspielen, sowie eine Tordifferenz von 53:10 reichten deutlich für den ersten Platz in der Eastern Conference. Aufgrund von Streitigkeiten zwischen der Ligaleitung und den Ottawa Wizards – so wurde das Team unter anderem im Sommer aus dem Teilnehmerfeld des Open Canada Cups gestrichen und hatte keine Möglichkeit seinen Titel zu verteidigen – nahmen die Wizards obgleich ihrer Dominanz auch nicht an den saisonabschließenden Play-offs des Spieljahres 2003 teil. Der Disput um die Pokalstreitigkeiten landete in weiterer Folge vor dem Ontario Superior Court of Justice, der zugunsten der Canadian Professional Soccer League entschied. Die Wizards beendeten die Saison, nachdem Busby mit der Vereinsführung aneinandergeraten war, unter dem neuen alten Trainer Klaus Linnenbrügger. An den bereits erwähnten Play-offs nahm das Franchise aus Protest gegen die bisherigen Ligaentscheidungen nicht teil, weil die Vereinsführung der Ottawa Wizards nicht mit den Wettbewerbsregeln einverstanden war. Zwar erhielten zwei Spieler der Wizards zum Saisonende noch individuelle Auszeichnungen, dennoch gab die Ligaleitung Anfang Dezember 2003 den Ausstieg der Ottawa Wizards, sowie eines weiteren Franchises, den Durham Flames, aus dem Spielbetrieb bekannt, was einer Auflösung des Franchises gleichkam.

### Zeit bei Toronto Lynx und Beginn der Trainerlaufbahn
Nach einem Jahr ohne namhaften Engagement wechselte Somé im Jahre 2005 zu Toronto Lynx mit Spielbetrieb in der zweitklassigen USL First Division. Sein einstiger Trainer und Mannschaftskollege Hubert Busby Jr. war zwischenzeitlich Trainer des USL-Franchises geworden und verpflichtete Somé aufgrund eines Spielerengpasses aufgrund von verletzungsbedingten und disziplinären Ausfällen. Sein Debüt in der USL-1 gab der 1,78 m große Burkiner am 15. Mai 2005 im ersten Saisonspiel gegen Montreal Impact, als er in der 55. Spielminute für Niels Dekker auf den Rasen kam und bis zum Spielende äußerst offensivstark agierte. Sein zweites Meisterschaftsspiel für Toronto Lynx absolvierte er am 31. Mai 2005, als ihn Busby von Beginn an und über die volle Spieldauer bei einer 3:5-Heimniederlage gegen die Rochester Raging Rinos einsetzte. Im Spiel erzielte Somé in der 82. Minute ein Abstaubertor zum 3:5-Endstand. Über den restlichen Verlauf des Spieljahres wurde der Burkiner daraufhin nicht mehr eingesetzt und beendete das Jahr mit Toronto Lynx abgeschlagen auf dem letzten Platz der First Division. Im darauffolgenden Jahr 2006 wechselte Somé wieder in den kanadischen Amateurfußball, als er sich Ottawa St. Anthony Italia anschloss. Noch im gleichen Jahr feierte er mit dem Verein das wohl erfolgreichste Spieljahr in der Vereinsgeschichte, als er mit dem Team den Ontario Cup, den Open Canada Cup, sowie den Canadian National Challenge Cup gewann.
Somé trat daraufhin in keinem namhaften Fußballteam mehr in Erscheinung und verbrachte seine weitere Karriere im kanadischen Amateurfußball, ehe er sich weitgehend aus dem aktiven Sport zurückzog und eine Laufbahn als Fußballtrainer, vor allem im Nachwuchsbereich, einschlug. Heute (Stand: 2019) ist der über eine Provincial-B-Lizenz des Fußballverbandes von Ontario verfügende gebürtige Burkiner Präsident und Nachwuchstrainer bei der Planet Soccer Academy in Ottawa. Des Weiteren ist er auch als Winter-Trainer beim nahegelegenen Nachwuchsverein Nepean Hotspurs eingetragen und trainiert zudem diverse weitere Jugendmannschaften.

## Nationalmannschaftskarriere
In der Datenbank von National-Football-Teams.com wird Somé bereits im Jahre 1997 als burkinischer Nationalspieler gelistet. Gesichert ist, dass er mit seinem Heimatland an der Qualifikation zur Weltmeisterschaft 1998 teilnahm und hierbei zumindest ein Spiel gegen Guinea bestritt. Auch in den Jahren danach soll er in der burkinischen Nationalmannschaft aktiv gewesen sein; so nennt National-Football-Teams.com unter anderem im Jahre 2000 zumindest ein weiteres Länderspiel Somés.

## Erfolge
mit der USFA Ouagadougou
- Meister der burkinischen Première Division: 1997/98 und 1999/2000
- Finalist der Coupe du Faso: 1997/98 und 1998/99
- Gewinn der Coupe de l’AJSB: 1998 und 2000
- Gewinn der Coupe des Leaders: 2000

mit den Ottawa Wizards
- Gewinner der regulären Spielzeit in der Eastern Conference der Canadian Professional Soccer League: 2002 und 2003
- Gewinner der Play-offs und Meister der Canadian Professional Soccer League: 2002
- Gewinner des Open Canada Cups: 2002

mit Ottawa St. Anthony Italia
- Gewinner des Ontario Cups: 2006
- Gewinner des Open Canada Cups: 2006
- Gewinner des Canadian National Challenge Cups: 2006